# Майхура
Майхура (тадж. Майхура) — река, протекающая по территории Варзобского района районов республиканского подчинения Таджикистана. Правая составляющая реки Варзоб (бассейн Кафирнигана).
Длина — 23 км. Площадь водосбора — 164 км². Количество притоков, имеющих длину менее 10 км расположенных в бассейне Майхура — 164, их общая длина составляет 79 км.
В основном река течёт с запада на восток вдоль южного склона Гиссарского хребта. Сливаясь с рекой Зидды на высоте 1919 метров над уровнем моря в районе автодороги Душанбе—Чанак, образуют Варзоб.